# Le Quotidien d'Oran
Le Quotidien d'Oran è un quotidiano algerino in lingua francese fondato nel 1994.

## Storia
Il primo numero è apparso su14 dicembre 1994. Fondata da un gruppo di cittadini, la sua natura giuridica è particolare. È una società per azioni, i cui azionisti sono 87, ciascuno dei quali detiene da una a dieci azioni.
Le Quotidien d'Oran è una delle rare testate giornalistiche in Algeria ad avere una propria tipografia.

## Contenuti
Il giornale utilizza il formato tabloid (circa 41 cm x 29 cm).
Le Quotidien d'Oran è un quotidiano generalista che si occupa di politica interna, sport, cultura e notizie internazionali. Tuttavia, dedica uno spazio particolare all'attualità della città di Orano e della sua regione. Tra le rubriche principali del giornale si segnala Raïna Raïkoum (che significa “La nostra opinione, la vostra opinione”), redatta dallo scrittore Kamel Daoud.